# 군마현 제2구
군마현 제2구(일본어: 群馬県第2区)는 일본의 중의원 선거구이다. 1994년 일본 공직선거법이 개정되면서 신설되었다.

## 지역
- 기류시 일부
- 이세사키시
- 오타시 (구 야부즈카혼 정)
- 미도리시 (구 닛타 군·야마다 군)
- 사와군

## 역대 국회의원
- 사사가와 다카시 (소속 정당: 신진당(1996년 ~ 1997년) → 자유민주당(1997년 ~ 2009년), 임기: 1996년 ~ 2009년)
- 이시제키 다카시 (소속 정당: 민주당, 임기: 2009년 ~ 2012년)
- 이노 도시로 (소속 정당: 자유민주당, 임기: 2012년 ~ 현재)